# La Chapelle-Hermier
La Chapelle-Hermier är en kommun i departementet Vendée i regionen Pays de la Loire i västra Frankrike. Kommunen ligger i kantonen La Mothe-Achard som tillhör arrondissementet Les Sables-d'Olonne. År 2022 hade La Chapelle-Hermier 1 083 invånare.

## Befolkningsutveckling
Antalet invånare i kommunen La Chapelle-Hermier
| Referens: INSEE |